# Chiến dịch nghìn tỷ cây xanh
Chiến dịch Nghìn Tỷ Cây Xanh (từ nguyên Anh ngữ: Trillion Tree Campaign) là chiến dịch vận động trồng cây xanh cho Trái Đất, được phát động và hưởng ứng trên phạm vi toàn cầu. Chiến dịch nhằm nâng cao nhận thức của trẻ em và người lớn về các vấn đề biến đổi khí hậu và công lý toàn cầu. Hoạt động trồng cây là hành động thiết thực và mang tính biểu tượng trong nỗ lực giảm tác động của biến đổi khí hậu.
Chiến dịch được lấy cảm hứng từ Chiến dịch Tỷ Cây Xanh (Billion Tree Campaign) chiến dịch được khởi động bởi người đoạt Giải Nobel Hòa bình Laureate Wangari Maathai, người sáng lập Phong trào Vành đai xanh. Khi một giám đốc điều hành tại Hoa Kỳ nói với giáo sư Maathai, tập đoàn của họ đang lên kế hoạch trồng một triệu cây xanh, cô trả lời: "Thật tuyệt vời, nhưng điều chúng ta thực sự làm là cần trồng một tỷ cây." Chiến dịch được thực hiện dưới sự bảo trợ của Hoàng tử Albert II, Thân vương Monaco.

## Lịch sử
Năm 2006, Chiến dịch Tỷ Cây Xanh được đưa ra bởi Chương trình Môi trường Liên Hợp Quốc (UNEP) để phản ứng trước những thách thức của hiện tượng nóng lên toàn cầu, cũng như một loạt các thách thức bền vững từ việc cấp nước đến mất đa dạng sinh học. Mục tiêu ban đầu của chiến dịch là trồng một tỷ cây trong năm 2007 (đạt được vào tháng 11). Một năm sau, năm 2008, mục tiêu của chiến dịch đã được nâng lên 7 tỷ cây xanh - mục tiêu đáp ứng bởi hội nghị về biến đổi khí hậu được tổ chức tại Copenhagen, Đan Mạch vào tháng 12 năm 2009. Ba tháng trước hội nghị, việc trồng mức 7 tỷ cây đã vượt qua. Vào tháng 12 năm 2011, sau khi hơn 12 tỷ cây được trồng, UNEP đã chính thức trao quyền quản lý chương trình cho Quỹ Cây xanh cho hành tinh, quỹ phi lợi nhuận có trụ sở tại Tutzing, Đức. Hơn 14,2 tỷ cây đã được trồng vào năm 2016. Chiến dịch Tỷ Cây kêu gọi tất cả các cá nhân, quốc gia và công ty tham gia và chấp nhận mọi đóng góp của họ.
Chiến dịch Tỷ Cây đã được chuyển giao cho Quỹ Cây xanh cho hành tinh vào tháng 12 năm 2011, một tổ chức đã tham gia Chiến dịch Tỷ Cây từ năm 2007. Động lực của họ được tiếp sức với 40.000 đại sứ trẻ truyền bá thông điệp tại hơn 100 quốc gia. Vào tháng 12 năm 2017, sau khi phát hiện ra rằng có hơn ba nghìn tỷ cây trên Trái đất, mục tiêu trồng đã được sửa đổi thành một nghìn tỷ cây và Chiến dịch Tỷ Cây đã trở thành Chiến dịch Nghìn Tỷ Cây. Người ta thấy rằng lượng cây này sẽ hủy 10 năm phát thải CO2 cuối cùng và cô lập 160 tỷ tấn carbon.

## Hưởng ứng
Dưới sự lãnh đạo của UNEP và thông qua sự vận động tích cực của các tình nguyện viên và các đối tác, Chiến dịch Tỷ Cây đã trở thành nguồn xúc tác cho hoạt động trồng cây trên tất cả các châu lục. Cây thứ một tỷ, một cây ô liu châu Phi, được trồng ở Ethiopia vào tháng 11 năm 2007. Cây thứ hai tỷ đã được trồng như một phần của sáng kiến nông lâm thuộc Chương trình lương thực thế giới của Liên hiệp quốc. Mục tiêu của chiến dịch sau đó đã được nâng lên bảy tỷ cây. Năm 2009, UNEP đã huy động các hành động trên toàn cầu thông qua Twitter cho chiến dịch trồng cây xanh trên www.twitter.com/UNEPandYou. UNEP cam kết sẽ trồng một cây để cung cấp cho Chiến dịch Tỷ Cây, cho mọi người theo dõi từ ngày 5 tháng 5 năm 2009 đến Ngày Môi trường Thế giới vào ngày 5 tháng 6 năm 2009. Chiến dịch đã thành công, với 10.300 người theo dõi trang UNEPandYou vào cuối tuần.
Tổ chức Phong trào Hướng đạo Thế giới cũng trồng cây dưới chiến dịch phù hợp với nhiệm vụ của mình để nghiên cứu và bảo vệ thiên nhiên tại một số quốc gia.
Các phái bộ Gìn giữ hòa bình Liên Hợp Quốc cũng tham gia chiến dịch và trồng cây xanh với các nhiệm vụ sứ mệnh ở Đông-Timor, Côte d'Ivoire, Darfur, Liban, Haiti, Congo và Liberia.

## Danh sách 10 quốc gia hàng đầu
- Trung Quốc 2,8 tỷ cây
- Ấn Độ 2,5 tỷ cây
- Ethiopia 1,7 tỷ cây
- Pakistan 1 tỷ cây - hay còn gọi là Billion Tree Tsunami[17]
- Mexico 789 triệu cây
- Pháp 723 triệu cây
- Thổ Nhĩ Kỳ 716 triệu cây
- Peru 646 triệu cây
- Nigeria 626 triệu cây
- Kenya 542 triệu cây
- Ai Cập 500 triệu cây
- Hoa Kỳ 315 triệu cây

Đến tháng 11 năm 2019, 13 năm kể từ khi chiến dịch khởi động, trang web của Chiến dịch Nghìn Tỷ Cây đã ghi nhận hơn 13,6 tỷ cây được trồng tại 193 quốc gia.

## Phát ngôn từ UNEP
"Nhìn lại những thành công lớn nhất của Chiến dịch Tỷ Cây Xanh, điều đáng chú ý nhất không phải là quy mô, mà là sự lan rộng của nó. Mọi người từ khắp nơi trên thế giới đã nhiệt tình tham gia chiến dịch và trồng cây trong cộng đồng của chính họ." - Achim Steiner, Giám đốc điều hành UNEP.